# Japanda
Japanda (яп. ジャパンダ) — український поп-гурт сформований 2014-го року внаслідок розпаду гурту «Kamon!!!». Основний жанр, у якому виступає гурт — синті-поп, хоча учасники презентують своє звучання як J-pop, відповідно намагаючись дотримуватись схожої стилізації образів та текстів.

## Дієпис
Після тривалої творчої перерви групи «Kamon!!!» у квітні 2014 року було анонсовано старт нового експериментального проекту в ніші українського шоу-бізнесу — «Japanda». 3 серпня 2014 року було представлено пісню «Tamagotchi» та музичне відео на неї.

### Євробачення 2016
26 січня 2016 року було оголошено список виконавців, серед яких був гурт «Japanda», які пройшли до півфіналу національного відбору на пісенний конкурс Євробачення 2016, що відбудеться в травні 2016 року в Стокгольмі, Швеція. За результатами жеребкування гурт виступив у другому півфіналі національного відбору, який провели 13 лютого, де представив пісню «Anime». Згідно з результатами голосування гурт посів останню сходинку в півфіналі, отже, не пройшов до фіналу національного відбору.

## Критика
У національному відборі Євробачення, судді переважно критично висловились стосовно виступу гурту з піснею «Anime», проте оцінили оригінальність.

## Музичні відео
| Рік  | Назва      | Альбом | Режисер      |
| ---- | ---------- | ------ | ------------ |
| 2014 | Tamagotchi | TBA    | Аліса Космос |